# Roland Kostulski
Roland Kostulski (ur. 13 czerwca 1953 w Borna) – niemiecki wioślarz reprezentujący NRD, złoty medalista olimpijski i złoty medalista mistrzostw świata.

## Kariera
Wystąpił na igrzyskach olimpijskich w Montrealu w 1976, gdzie osada NRD w składzie: Bernd Baumgart, Gottfried Döhn, Werner Klatt, Hans-Joachim Lück, Dieter Wendisch, Roland Kostulski, Ulrich Karnatz, Karl-Heinz Prudöhl i Karl-Heinz Danielowski (sternik) zdobyła złoty medal w ósemkach. W finale o 2,53 sekundy wyprzedzili Wielką Brytanię i o 5,22 sekundy pokonali osadę Nowej Zelandii. Był to jego jedyny start olimpijski.
W tej samej konkurencji zdobył też złoto na mistrzostwach świata w Nottingham (1975). 
W 1976 odznaczony Orderem Zasługi dla Ojczyzny.
Kształcił się na Deutsche Hochschule für Körperkultur w Lipsku. Po zakończeniu kariery został wiceprezydentem klubu SC DHfK Lipsk, a po zjednoczeniu Niemiec został kierownikiem departamentu wioślarstwa tegoż klubu. W 2006 został CEO Gimnastycznego Związku Saksonii.